# ポップス・マーチ「すてきな日々」
ポップス・マーチ「すてきな日々」（ポップス・マーチ「すてきなひび」）は、1989年度の全日本吹奏楽コンクール課題曲である。作曲者は岩井直溥。

## 概略
題名に『マーチ（行進曲）』と書かれてあるが、岩井直溥は「ショー・ミュージック的な雰囲気をもったマーチ」と言っていて、ポップスならではのシェイクやグリッサンドも出て来て、マーチらしさを感じさせない曲となっている。
また、この曲にはテンポの指定がなく、自由な速度で演奏が出来る。そのため、全国大会ではさまざまなテンポで演奏され、最速と最遅で1分ぐらいの差がある。

## 曲の構成

### 序奏
ショー・ミュージックの幕開けのようなメロディーが流れ、ホルンとサクソフォーンの掛け合いに続き、課題曲ではめずらしい、スプラッシュ・シンバルの後打ちが登場する。低音楽器の動機付けに続き、8分音符のクレッシェンドで勢いよくテーマに駆け上がる。

### テーマ
ホルンによる16分音符の伴奏にのり、木管楽器がメインテーマを奏でる。これを2回繰り返した後、ホルンがゆるやかな雰囲気を表現、低音楽器が力強く短いメロディを奏でた後、ドラムセットの合図でテンポを抑制、ミディアム・スウィングに突入する。

### ミディアム・スウィング
トランペットが華やかに登場した後、サクソフォーンが甘いメロディを奏でる。全体的にハイ・ハットがテンポをリードすると共に、ホルンのグリッサンドが雰囲気を盛り上げる。再びトランペットが華やかにメロディを歌い上げ、このテーマを終了する。

### 第3のテーマ
クラリネットがグリッサンドを活用して甘いメロディーを奏で、メリーゴーラウンドのような雰囲気をかもし出す。フルート、ピッコロが急降下するような伴奏を奏で、低音楽器の抑制でテンポが落ちる。

### 再びミディアム・スウィング
トランペットが派手にミディアム・スウィングを奏でる。ここで、シェークと呼ばれる特別な奏法が登場するが、無理に演奏しなくてもよいことになっている。

### 最終テーマ
低音楽器の動機付けでテンポが上がる。ホルンが短く華やかさを印象付けた後、低音楽器とフルート、ピッコロが8分音符で雰囲気の転換を図る。ホルンが高らかに跳躍音程を奏でた後、全ての楽器が大きくテンポを落として4分音符を奏で、派手なグリッサンドの降下で曲が終わる。
4分前後の短い演奏時間の中で、数回に亘りテンポが変化する、極めて変化に富んだ構成となっている。これをリードするため、ドラムセットが極めて重要な役割を果たしている。しかし、経験の浅い学生が演奏することを考慮し、ドラムセットは分割して演奏することも可能となっている。岩井直溥が過去に作曲した課題曲と比べ、変化に富んだ内容と雰囲気の華やかさが特徴となっている。

## その他
- 男はつらいよ 寅次郎の告白 - 1991年公開の映画。この曲を演奏するシーンが登場する。